# Kecamatan Sawahlunto
Kecamatan Sawahlunto är ett distrikt i Indonesien.   Det ligger i provinsen Sumatera Barat, i den västra delen av landet, 900 km nordväst om huvudstaden Jakarta.